# Orthopodomyia waverleyi
Orthopodomyia waverleyi är en tvåvingeart som först beskrevs av Grabham 1907.  Orthopodomyia waverleyi ingår i släktet Orthopodomyia och familjen stickmyggor.
Artens utbredningsområde är Jamaica. Inga underarter finns listade i Catalogue of Life.